# Nässelnektar
Nässelnektar är en alkoholhaltig dryck som ibland felaktigt även kallas för nässelöl. Nässelnektar tillverkas genom att mäska nässlor, socker, vatten, juice av citrusfrukter och jäst. Efter jäsningen filtreras mäsken och serveras väl kyld, som cider.